# František Kroutil
František Kroutil (22. června 1907 Bučovice – 8. února 1987) byl český horolezec, autor horolezeckých průvodců po Vysokých Tatrách a pracovník tělovýchovného a olympijského hnutí. V letech 1965–1981 byl členem Mezinárodního olympijského výboru.

## Působení v tělovýchovném hnutí
František Kroutil byl vystudovaný právník, plynule hovořil šesti jazyky. Byl aktivním horolezcem a napsal o horolezectví několik knih. Již ve druhé polovině 30. let spolu s dalším brněnským horolezcem Janem Gellnerem napsal na základě svých zkušeností sérii publikací Vysoké Tatry. Horolezecký průvodce. Byl také spoluautorem knihy Základy horolezectví vydané v roce 1948, kterou napsal s holešovským učitelem a horolezcem Antonínem Veverkou.
V letech 1958–1974 byl generálním sekretářem Československého olympijského výboru a v letech 1966–1972 vedl mezinárodní oddělení Československého svazu tělesné výchovy (ČSTV). Po srpnové okupaci v roce 1968 se neúspěšně pokusil telegramem na MOV zabránit účasti sovětských sportovců na olympijských hrách v Mexiku.
V říjnu 1965 byl zvolen do Mezinárodního olympijského výboru a jeho členem byl až do října 1981, kdy na 84. zasedání MOV v Baden-Badenu rezignoval. V MOV pracoval především v právní komisi; jeho předností byly jazykové schopnosti a noblesní vystupování. Za svou činnost v MOV byl oceněn Olympijským řádem.

## Publikace (výběr)
- Vysoké Tatry. Horolezecký průvodce (s Janem Gellnerem, 5 dílů; vydal Orbis Praha v letech 1935 až 1938)
- Základy horolezectví (s Antonínem Veverkou; Nakladatelství Žikeš, 1948)
- Vysoké Tatry pro horolezce (3 díly, vyšly ve Sportovním a turistickém nakladatelství v roce 1956)
- Malá encyklopedie olympijských her (s Jiřím Kösslem a dalšími spoluautory; nakladatelství Olympia, 1982)